# Chapelle Saint-Bruno
Pour les articles homonymes, voir Saint-Bruno.
La chapelle Saint-Bruno est une chapelle de confession catholique située à Bellevaux en Haute-Savoie, au bord du lac de Vallon.

## Historique
Cette chapelle dédiée à Saint-Bruno, fondateur de l’Ordre des Chartreux, est édifiée sur les vestiges de l’ancienne église conventuelle du monastère cartusien Sainte-Marie de Vallon. En 1543, les Chartreux de Vallon sont contraints de quitter leur monastère qui est démantelé. 
Quand ils reprennent possession de leurs biens en 1607, ils ne trouvent que des ruines de l'ancienne chartreuse. Seuls quelques pans de murs sont encore debout. Après avoir construit leur maison forte de Génicot sur la rive droite du Brevon (actuellement au bord du lac), ils édifient une chapelle dans la partie de l’ancienne chartreuse, en hommage à saint Bruno et en souvenir des moines qui les précédèrent. Les murs du chœur de leur ancienne église conventuelle et ceux de la sacristie ne s’étant pas écroulés, une nef surmontée d’une voûte en bois est construite en 1651.
En 1793, elle est vendue comme bien national. Abandonnée par ses nouveaux acquéreurs elle passe ensuite à la famille Gougain avec l’ensemble de la propriété appelée « La chèvre ». En 1833, les Chartreux se remettent au travail pour réparer les murs et la voûte, refaire la toiture et poser un clocher. Mgr Pierre-Joseph Rey inaugure la chapelle mise à neuf dans le courant de l’été 1836. Elle reçoit diverses donations, entre autres de Converset David François Marie[réf. nécessaire]. En 1847, elle est finalement cédée à la fabrique. On s’y rend en procession pour implorer la pluie ou le beau temps ; mais Mgr Louis Rendu interdit ces manifestations en 1852[réf. nécessaire].
En 1855, elle est réduite en cendres. Un vent violent souffle au moment où brûle le bâtiment de l’Abbaye et des tisons enflammés lui boutent le feu à son tour. Rien ne subsiste de nouveau, hors les murs. M Chappaz entreprend une collecte dans toute la paroisse et fait faire les réparations dans le courant de l’année 1856 : voûte en plâtre, toiture, clocheton, tribune, plancher, autel. Le 11 juillet 1857, c’est la bénédiction de la chapelle rénovée.

## Architecture
Les biens des fabriques ayant été attribués aux bureaux de bienfaisance sous la responsabilité des communes en 1905, la chapelle et l’espace excavé servant d’esplanade qui représentent en gros l’emplacement de l’ancienne église des Chartreux, appartient maintenant au bureau de bienfaisance de la commune de Bellevaux. Le chœur en cul-de-four est percé d’une fenêtre romane ; l’autel de pierre, recouvert par le prieur Chappaz d’un autel baroque en bois, pourrait être l’autel primitif. C’est ainsi qu'apparaît maintenant cette chapelle Saint-Bruno, souvenir des Chartreux venus s’établir ici en 1160. 

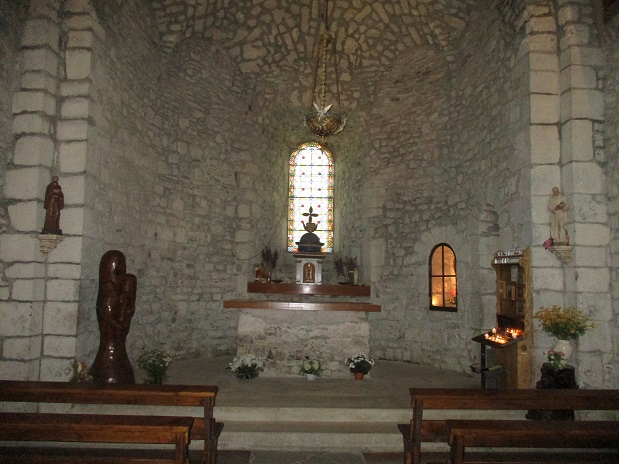
L'intérieur de la Chapelle

Le lac de Vallon né en 1943 lui confère une certaine poésie et l’isole du mouvement de la route[réf. nécessaire]. Une association est fondée en 1971 pour défricher ce qui reste des ruines de l’ancienne chartreuse afin d'éviter l’oubli et des déprédations. Dans les années 1970 et les années 2000, la chapelle est restaurée. En 2011, la toiture subit un nouveau rafraîchissement financé en partie par des donateurs sous forme de dons ou actions menées par l'association "Chartreuse de Vallon-Bellevaux" tels que la vente de tavaillons dédiées à la chapelle avec le nom des donateurs inscrits au dos de chacun d’eux[réf. nécessaire].